# Mamonas
Mamonas es un municipio brasileño del estado de Minas Gerais. Su población estimada en 2004 era de 5.702 habitantes. El punto más alto del municipio está a 650 metros.